# Giuse Trịnh Chính Trực
Giuse Trịnh Chính Trực (1925–2011) là một giám mục của Giáo hội Công giáo Rôma. Ông từng đảm trách vai trò giám mục tại Giáo phận Ban Mê Thuột trong hai giai đoạn: giám mục phó, từ năm 1981 đến năm 1990 và giám mục chính tòa, từ năm 1990 đến năm 2000. Khẩu hiệu Giám mục của ông là Chúa giàu lòng thương xót.
Giám mục Trịnh Chính Trực được đánh giá là một con người giản dị, thẳng thắn và gần gũi.

## Tu tập
Giám mục Trịnh Chính Trực sinh ngày 25 tháng 10 năm 1925, tại giáo xứ Bút Đông, thuộc xã Trác Bút (nay là phường Châu Giang), thị xã Duy Tiên, tỉnh Hà Nam, tổng giáo phận Hà Nội.
Từ năm 1939, cậu bé Trịnh Chính Trực được gia đình cho nhập học tại Tiểu chủng viện Hoàng Nguyên, Hà Nội. Sau đó, từ năm 1945, chủng sinh Trực đi giúp xứ Hoàng Nguyên, Hà Nội. Giai đoạn từ năm 1948 đến năm 1954, chủng sinh Trực tiếp tục con đường tu học bằng cách theo học tại Đại chủng viện Xuân Bích, Hà Nội.

## Linh mục
Ngày 31 tháng 5 năm 1954, Phó tế Giuse Trịnh Chính Trực được Giám mục Đại diện Tông Tòa Hạt Đại diện Tông Tòa Hà Nội Giuse Maria Trịnh Như Khuê thụ phong linh mục tại Hà Nội. Sau khi được truyền chức, tân linh mục được bổ nhiệm phục vụ Cô nhi viện Têrêxa tại Hà Nội và Ban Mê Thuột. Ông sau đó di cư vào Nam cùng Cô nhi viện này vào năm 1954.
Một năm sau đó (1955), linh mục Trịnh Chính Trực được bổ nhiệm làm linh mục Phó giáo xứ Thánh Tâm, Ban Mê Thuột. Song song nhiệm vụ này, từ năm 1956, ông đảm nhận công việc Tuyên Uý Bảo An Đoàn tại Đắk Lắk và giữ chức vụ này cho đến năm 1960, khi thuyên chuyển sang Châu Sơn. Năm 1960, linh mục Trực được bổ nhiệm đảm trách vai trò linh mục quản xứ Châu Sơn, Ban Mê Thuột. Tại giáo xứ Châu Sơn năm 1963, linh mục Giuse Trịnh Chính Trực đã cho dựng tượng Chúa Kitô Vua cao 2,4 mét, tại một ngọn đồi thuộc khu vực của giáo xứ. Hiện nay, hàng ngàn người Công giáo vẫn lên địa điểm này tham dự Thánh lễ và cầu nguyện trước bức tượng trong ngày lễ Chúa Kitô Vua.
Năm 1967, giáo phận Ban Mê Thuột được thiết lập, linh mục Trực giữ vai trò linh mục quản xứ Thánh Tâm (giáo xứ Chính tòa Ban Mê Thuột), cho đến năm 1972. Cũng từ năm 1967, ông kiêm Tổng Đại diện Giáo phận, giữ vai trò này đến năm 1990. Năm 1972, ông được bổ nhiệm kiêm thêm vai trò Giám đốc Tiểu chủng viện Lê Bảo Tịnh và giữ vai trò này đến năm 1983.
Tòa Thánh Vatican ngày 17 tháng 3 năm 1975 loan tin báo cáo rằng linh mục Tổng đại diện Trịnh Chính Trực đã bị giết chết trong chiến sự. Tin cũng cho biết giám mục Phêrô Nguyễn Huy Mai của Giáo phận Ban Mê Thuột và giám mục tân cử Nguyễn Văn Hòa, cùng một số linh mục Công giáo đã bị quân đội Việt Nam Dân chủ Cộng hòa bắt đi. Tờ Quan sát viên Rôma báo cáo ngày 18 tháng 3 và Khâm sứ Tòa Thánh tại Sài Gòn đã xác nhận rằng linh mục Trịnh Chính Trực đã bị giết chết, đồng thời xác nhận số phận chưa rõ ràng của hai giám mục bị bắt đi.

## Giám mục
Ngày 19 tháng 6 năm 1981, Tòa Thánh loan tin Giáo hoàng đã quyết định bổ nhiệm linh mục Giuse Trịnh Chính Trực, Tổng đại diện Giáo phận Ban Mê Thuột, làm giám mục Phó Giáo phận này. Lễ tấn phong cho vị giám mục tân chức được tổ chức cách trọng thể sau đó vào ngày 15 tháng 8 cùng năm, với phần nghi thức tấn phong chính yếu cử hành bởi vị chủ phong là Giám mục Phêrô Nguyễn Huy Mai, giám mục chính tòa Ban Mê Thuột và hai vị phụ phong là giám mục Alexis Phạm Văn Lộc, giám mục chính tòa Giáo phận Kon Tum và giám mục Giuse Maria Nguyễn Tùng Cương, giám mục chính tòa Giáo phận Hải Phòng.

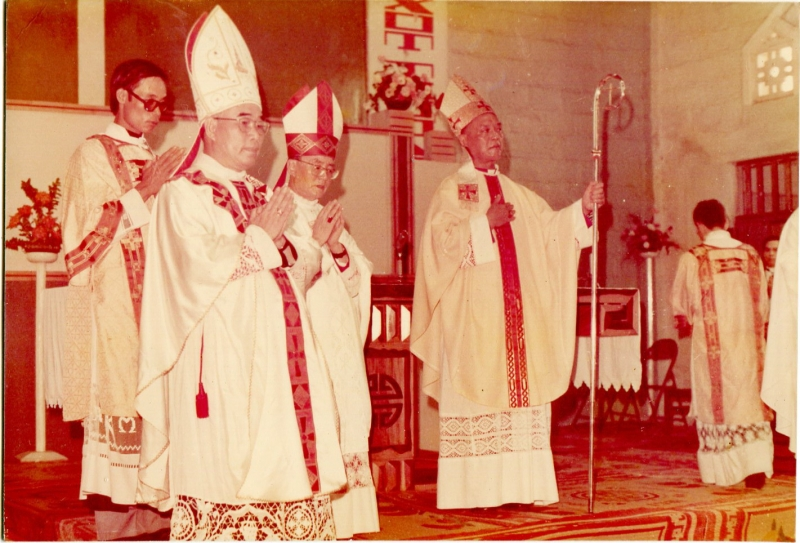
Lễ tấn phong giám mục Trịnh Chính Trực.

Ngày 4 tháng 8 năm 1990, giám mục Nguyễn Huy Mai qua đời, Giám mục Trịnh Chính Trực kế vị làm Giám mục chính tòa Giáo phận Ban Mê Thuột.
Thời kỳ giám mục của Giám mục Trịnh Chính Trực là một thời kỳ khó khăn. Trong thời kỳ này, nhận thấy trên địa bàn Giáo phận đang quản lý, quan niệm của người dân là không cho con cái học lên cao, Giám mục Trịnh Chính Trực tích cực kêu gọi mọi người quan tâm và đầu tư cho giáo dục. Ông quan niệm rằng có trình độ học vấn mới góp phần xây dựng xã hội và phụng sự Giáo hội tốt. Cũng trong thời kỳ làm giám mục, giám mục Trực luôn quan tâm đến chủng sinh, linh mục và giáo dân, kể cả khi đã bệnh nặng. Trong các chuyến viếng thăm các giáo xứ, giám mục Trực luôn khuyên giáo dân nỗ lực làm kinh tế giỏi. Ông quan niệm, phát triển kinh tế tốt thì mới có thể lo cho con trẻ ăn học, phát triển xã hội. Về sinh kế, ông khuyến khích giáo dân trồng cây công nghiệp, ưu tiên cây cao su. Vào những thời điểm khó khăn, ông chọn cách lao động chân tay là chăm sóc vườn cây cách chu đáo để giải khuây.
Từ 29 tháng 12 năm 2000, giám mục Trực nghỉ hưu tại Tòa Giám mục Giáo phận Ban Mê Thuột.
Giám mục Trịnh Chính Trực qua đời ngày 23 tháng 9 năm 2011, sau vài tuần sống thực vật. Khoảng thời gian hai năm trước khi qua đời, ông phải nằm liệt giường. Tang lễ cố giám mục được cử hành sau đó vào ngày 27 tháng 9, với sự tham gia của đông đảo chức sắc, tu sĩ cũng như giáo dân. Một số giám mục không thể đến dự do gặp ảnh hưởng của bão.

## Đánh giá
Đánh giá những đóng góp của cố Giám mục Giuse Trịnh Chính Trực, Giám mục Vinh Sơn Nguyễn Văn Bản, Giám mục Giáo phận Ban Mê Thuột, Chủ tịch Ủy ban Thánh Nhạc Hội đồng Giám mục Việt Nam đã nói:
| “ | Giám mục Giuse một vị mục tử nhân hậu, có tầm nhìn xa trông rộng. Trong thời gian làm chủ chăn Giáo phận, Giám mục đã luôn quan tâm đến sự phát triển của Giáo phận trong hai lãnh vực: đào tạo con người và phát triển cộng đoàn. Giám mục Giuse Trịnh Chính Trực luôn khuyến khích các nữ tu quan tâm đến việc phát triển các nhà lưu trú, để các em học sinh ở vùng sâu, vùng xa có điều kiện theo đuổi việc học và có được điều kiện giáo dục đạo đức tốt nhất. Giám mục quan tâm đến việc đào tạo giáo lý viên trong toàn giáo phận và công việc truyền giáo. Những hạt giống mà Giám mục Giuse đã gieo trồng trên khắp Giáo phận vẫn tiếp tục sinh nhiều hoa trái với sự cộng tác của mọi thành phần dân Chúa trong Giáo phận. | ” |

## Tông truyền
Giám mục Giuse Trịnh Chính Trực được tấn phong giám mục năm 1981, thời Giáo hoàng Gioan Phaolô II, bởi:
- Giám mục Chủ phong: Giám mục Phêrô Nguyễn Huy Mai, giám mục chính tòa Ban Mê Thuột.
- Hai giám mục Phụ phong: giám mục Alexis Phạm Văn Lộc, giám mục chính tòa Giáo phận Kon Tum và giám mục Giuse Maria Nguyễn Tùng Cương, giám mục chính tòa Giáo phận Hải Phòng.

Giám mục Giuse Trịnh Chính Trực là Giám mục Chủ phong cho giám mục:
- Năm 1997, giám mục Giuse Nguyễn Tích Đức, hiện đang là cố giám mục chính tòa Giáo phận Ban Mê Thuột.

Linh mục Giuse Trịnh Chính Trực là Linh mục Trợ phong cho giám mục:
- Năm 1975, giám mục Phaolô Nguyễn Văn Hòa, hiện đang là cố giám mục chính tòa Giáo phận Nha Trang.